# Билта (Долж)
Билта (рум. Bâlta) — село у повіті Долж в Румунії. Адміністративно підпорядковане місту Філіаші.
Село розташоване на відстані 208 км на захід від Бухареста, 35 км на північний захід від Крайови.

## Населення
За даними перепису населення 2002 року у селі проживали 1206 осіб, усі — румуни. Усі жителі села рідною мовою назвали румунську.